# Monument als Xiquets de Valls
El Monument als Xiquets de Valls és un monument dedicat als Xiquets de Valls, nom donat a les dues primeres colles castelleres, obra de l'escultor català Josep Busquets i Òdena. Està situat al passeig dels Caputxins de Valls, tocant a la plaça de la Font de la Manxa.

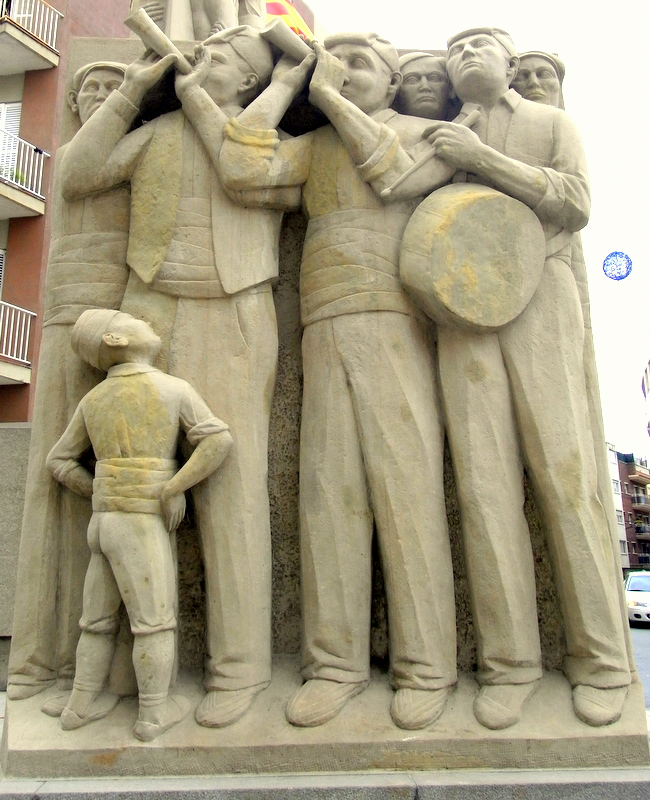
Detall dels grallers

És una piràmide de secció triangular amb representacions de tres castells: un 4 de 9 sense folre, un pilar de 6 i un 2 de 7, amb una amplada a la base de 2 m, 1,5 m i 1 m respectivament. El pes aproximat de la piràmide és d'unes 25 tones de pedra sorrenca i l'alçada és d'11,70 m. La base té 4 cares, amb els escuts de les províncies catalanes. Damunt hi ha un plafó independent de la piràmide, amb un alt relleu representant els grallers. Darrere hi ha l'escut de Valls. L'alçada d'aquesta base és de 2,40 m que, sumats als de la piràmide donen una altura total de 14,6 m.
La inauguració del monument, feta el 22 de juny del 1969, comptà amb la participació de totes les colles aleshores existents: els Castellers de Barcelona, els Castellers de Vilafranca, la Colla Nova dels Xiquets de Tarragona, la Colla Vella dels Xiquets de Tarragona, la Colla Vella dels Xiquets de Valls, els Minyons de l'Arboç i els Nens del Vendrell.